# Eudorylas melanostolus
Eudorylas melanostolus är en tvåvingeart som först beskrevs av Becker 1898.  Eudorylas melanostolus ingår i släktet Eudorylas, och familjen ögonflugor. Arten är reproducerande i Sverige.